# Гойвартс, Фернан
Фернан Август Гойвартс Дейрдей (нидерл. Fernand August Goyvaerts Deyrdey; 24 октября 1938, Мехелен, Бельгия — 5 апреля 2004, Брюгге, Бельгия) — бельгийский футболист, нападающий. В прошлом выступал за такие известные клубы, как «Барселона» и «Реал».

## Клубная карьера
Фернан Гойвартс родился в Мехелене в 1938 году, но его родители переехали в бельгийский прибрежный город Кнокке-Хейст вскоре после его рождения. Технически опытный, занимаясь уличным и пляжным футболом, он присоединился к молодежной команде «Брюгге» в возрасте 14 лет. Только через два года он дебютировал в основной команде, которая тогда играла во втором дивизионе. Он быстро стал кумиром болельщиков, особенно после того, как его гол с пенальти против «CS Verviers» в 1958 году стал решающим для выхода клуба в высший дивизион. Его хладнокровный удар по мячу живет в памяти надолго, учитывая, что с тех пор он стал лидером своего клуба. В общей сложности, он провёл там 52 матча и забил 20 голов. 
В 1962 году он перешёл в «Барселону» после конфликта с главным тренером команды Норбертом Хеффлингом, став первым бельгийским футболистом, выступавший в Испании, за этот трансфер «сине-гранатовые» выплатили 5 миллионов бельгийских франков. Однако это не было началом мечты Гойвартса: южноамериканское трио Луис Кубилья, Каетано Ре и Хуан Семинарио блокировали ему путь к первой команде. «Только два иностранных игрока были допущены в состав, а другим было разрешено играть из-за их испанского происхождения», — объяснил Гойвартс. «Мне не повезло, потому что у меня была только польская бабушка». Это был только вопрос времени, когда Гойвартс обоснуется в «блаугране». В следующем сезоне под руководством тренера Ладислава Кубалы он оказался на высоте и в 1964 году был признан лучшим иностранцем в чемпионата Испании. В этом же году, он забил первый мяч за «блаугранас» 13 декабря в матче против «Валенсии», окончившейся победой каталонцев со счётом 2:4. В команде бельгиец завоевал единственный трофей — Кубок Испании.  
Через год, Фернанд перешёл в «Реал» Мадрид, однако из-за травм и лишнего веса, он не сумел закрепиться в основе клуба, и в 1967 году он перешёл в «Эльче», где бельгийский футболист играл под руководством легенды «Реала» Альфредо Ди Стефано.
В 1971, Гойвартс вернулся в Бельгию, поиграв до этого в «Ницце». Там он выступал за такие команды, как «Серкль Брюгге», «Локерен», «RC Lauwe» и «Турне», завершив карьеру в 1979 году в возрасте 40 лет. 

## Сборная Бельгии
Несмотря на то, что Гойвартс был одним из самых талантливых бельгийских футболистов своей эпохи, он сыграл за «красных дьяволов» всего 8 раз. Забил он лишь один раз — в матче против Нидерландов. В то время профессиональным футболистам не разрешалось играть за сборную.

## После карьеры и смерть
После своей футбольной карьеры Гойвартс работал агентом и сыграл важную роль в том, чтобы взять Даниэля Амокачи и Жан-Пьер Папена в «Брюгге». «Идея идти в этом направлении, а не заниматься коучингом, выросла во время моего пребывания в Испании, где профессия велась годами», — сказал однажды Гойвартс.
В возрасте 65-ти лет он умер после кровоизлияния в мозг.

## Достижения
«Барселона»
- Обладатель Кубка Испании: 1962/63
- Итого: 1 трофей

«Реал Мадрид»
- Чемпион Испании: 1966/67
- Обладатель Кубка европейских чемпионов: 1965/66
- Итого: 2 трофея